# Veliki Dol, Sežana
Veliki Dol este o localitate din comuna Sežana, Slovenia, cu o populație de 156 de locuitori.